# Mramorovo pri Pajkovem
Mramorovo pri Pajkovem je naselje v Občini Bloke.